# Frederick W. Sturckow
Frederick Wilford „Rick“ Sturckow (* 11. August 1961 in La Mesa, Kalifornien) ist ein ehemaliger US-amerikanischer Astronaut. Er ist der erste Raumfahrer, der viermal zur Internationalen Raumstation (ISS) flog.

## Leben
Aufgewachsen auf einer Farm nahe der Ortschaft Lakeside, knapp 30 Kilometer östlich von San Diego, verließ Sturckow 1978 die Grossmont High School in La Mesa. Nach zwei Jahren als Mechaniker beim Landmaschinenhersteller Harvester, begann er an der California Polytechnic State University ein Maschinenbaustudium. 1984 erhielt er einen Bachelor und trat den US-Marines (USMC) bei.
Sturckow besuchte nach dem Grundlehrgang an der Officer Candidates School (drei Monate) einen Aufbaukurs als Infanterieoffizier an der Basic School (sechs Monate) in Virginia. Anschließend wurde er in Florida zum USMC-Piloten ausgebildet und machte 1987 seine Lizenz. Es folgte ein Lehrgang für Düsenflugzeuge in Texas, bevor er dem Kampfgeschwader 333 in South Carolina zugeteilt wurde, das zu diesem Zeitpunkt gerade auf Maschinen des Typs F/A-18 „Hornet“ umgerüstet wurde.
Mit den „Fighting Shamrocks“ (Navy-Bezeichnung VMFA-333) wurde er für sieben Monate nach Japan, Korea und die Philippinen geschickt. Zurück in den Vereinigten Staaten besuchte er die United States Navy Fighter Weapons School auf der Naval Air Station Miramar (Kalifornien) und wurde im taktischen Luftkampf auf kurze Entfernungen geschult. Bekannt ist dieser Kurs seit dem gleichnamigen Film mit Tom Cruise als „Top Gun“, obwohl er offiziell Strike Fighter Tactics Instructor heißt.
Im August 1990 wurde Sturckow mit dem VMFA-333 in den Süden des Inselstaates Bahrain entsandt. Von der Sheik Isa Air Base aus nahm er am Zweiten Golfkrieg teil und flog bis zum April 1991 im Rahmen der „Operation Desert Storm“ 41 Einsätze gegen die irakischen Truppen.
An der United States Air Force Test Pilot School wurde Sturckow auf der Edwards Air Force Base ab Anfang 1992 für ein Jahr zum Testpiloten ausgebildet. Anschließend war er am Naval Air Warfare Center in Patuxent River (Maryland) stationiert und arbeitete bis zu seinem Wechsel zur NASA an der Weiterentwicklung der F/A-18.

## NASA
Es geschah mehr aus einer Laune heraus, dass sich Sturckow bei der NASA bewarb. Als er auf der Testpilotenschule war, hatten alle seine Freunde ihre Unterlagen eingereicht, und weil er gerade nach einer beruflichen Veränderung suchte, tat er es auch. Es war Glück, dass seine erste Bewerbung gleich akzeptiert wurde.
Sturckow wurde als einer von zehn Pilotenanwärtern mit der 15. Astronautengruppe im Dezember 1994 ausgewählt. Aus insgesamt 2962 Bewerbern, die den formalen Auswahlkriterien entsprachen, waren 121 Finalisten hervorgegangen. Diese wurden im Sommer 1994 ins Johnson Space Center (JSC) nach Houston in Texas zu Tests, Bewerbungsgesprächen und medizinischen Untersuchungen eingeladen.
Nur ein halbes Jahr nach Beendigung des einjährigen Basistrainings erhielt Sturckow seinen ersten Flugauftrag. Als Pilot gehörte er zur Besatzung von STS-88, dem ersten Flug zum Aufbau der Internationalen Raumstation (ISS). Die Raumfähre Endeavour brachte im Dezember 1998 mit Unity den ersten Verbindungsknoten der Station in den Orbit. Mit drei Ausstiegen montierten zwei Astronauten den Knoten an das wenige Wochen zuvor gestartete Modul Sarja. Anschließend wurde die ISS mit dem ersten Betreten eingeweiht.
Im August 2001 unternahm Sturckow seinen zweiten Raumflug, auf den er sich knapp ein Jahr lang vorbereitet hatte. Wieder fungierte er als Stellvertreter des Kommandanten und wieder war das Ziel die ISS. STS-105 brachte die 3. Stammbesatzung zur Station und holte die Crew der ISS-Expedition 2 ab, die einen fünfmonatigen Aufenthalt in der Umlaufbahn beendete.
Sein erstes Kommando erhielt Sturckow im August 2002, als ihm die Leitung von STS-117 übertragen wurde. Wegen des Columbia-Unglücks im Februar 2003 musste die Flugplanung des Shuttle-Programms umgestellt und Sturckows dritter Flug um mehrere Jahre verschoben werden. STS-117 wurde schließlich im Juni 2007 durchgeführt. Die Atlantis brachte das S3/S4-Element zur ISS. Während vier Außenbordeinsätzen wurde das Bauteil an die Station montiert, die Solarpaneele aus- und der zweite Flügel des Solarmoduls P6 eingefahren.
Zu seinem vierten Raumflug startete Sturckow am 29. August 2009. Als Kommandant der Mission STS-128 flog er die Raumfähre Discovery zur Internationalen Raumstation. Dadurch wurde er der erste Mensch mit vier Aufenthalten auf der ISS. Die Landung erfolgte am 12. September 2009.
Am 13. Januar 2011 wurde Sturckow als Ersatzkommandant der Mission STS-134 nominiert. Er sollte den Kommandanten Mark Kelly während dessen Abwesenheit vertreten. Kellys Frau, die Politikerin Gabrielle Giffords, war am 8. Januar bei einem Attentat schwer verletzt worden. Nach dem 11. Februar nahm Kelly seine Tätigkeit als Kommandant wieder auf.

## Virgin Galactic
Sturckow verließ die NASA im März 2013 und ging zu Virgin Galactic, wo er Testpilot für das Raumflugzeug SpaceShipTwo wurde. Am 13. Dezember 2018 überschritt er bei einem suborbitalen Flug der VSS Unity die 50-Meilen-Grenze, die in den USA als Grenze zum Weltraum gilt. Damit wird ihm das Astronautenabzeichen als Commercial Astronaut der Federal Aviation Administration verliehen.

## Privates
Sturckow ist verheiratet und hat zwei Kinder.